# 버지니티
〈버지니티〉(ヴァージニティー 버지니티[*])는 NMB48의 5번째 싱글이다.

## 개요
캐치프레이즈는, 〈어른따위 되고 싶지 않아〉.

## 수록곡

### Type-A
CD
1. ヴァージニティー / 버지니티
(작사: 아키모토 야스시 / 작곡: 타나카 슌스케 / 편곡: 마스다 타케시)
2. 妄想ガールフレンド / 망상 걸프렌드
(작사: 아키모토 야스시 / 작곡: 하루유키 / 편곡: 무토 세이지)
3. 僕らのレガッタ / 우리의 레가타 - 백조
(작사: 아키모토 야스시 / 작곡: 나카무라 노조무 / 편곡: 노나카 “마사” 유이치)
4. みるきーのちゃぷちゃぷ Type-A / 미루키의 챠푸챠푸 Type-A
5. ヴァージニティー off vocal ver.
6. 妄想ガールフレンド off vocal ver.
7. 僕らのレガッタ off vocal ver.

DVD
1. ヴァージニティー Music Video
2. ヴァージニティー Music Video（Dance Mix ver.）
3. 妄想ガールフレンド Music Video
4. 僕らのレガッタ Music Video
5. 특전 영상 〈잘 자 영상 (전편)〉

### Type-B
CD
1. ヴァージニティー / 버지니티
2. 妄想ガールフレンド / 망상 걸프렌드
3. 存在してないもの / 존재하지 않는 것 - 홍조
(작사: 아키모토 야스시 / 작곡: 타이라 요시타카 / 편곡: 사사키 유)
4. みるきーのちゃぷちゃぷ Type-B / 미루키의 챠푸챠푸 Type-B
5. ヴァージニティー off vocal ver.
6. 妄想ガールフレンド off vocal ver.
7. 存在してないもの off vocal ver.

DVD
1. ヴァージニティー Music Video
2. ヴァージニティー Music Video（Dance Mix ver.）
3. 妄想ガールフレンド Music Video
4. 存在してないもの Music Video
5. 특전 영상 〈잘 자 영상 (후편)〉

### Type-C
CD
1. ヴァージニティー / 버지니티
2. 妄想ガールフレンド / 망상 걸프렌드
3. 砂浜でピストル / 해변에서 피스톨 - 남바 철포대 기지 일
(작사: 아키모토 야스시 / 작곡: 타이라 요시타카 / 편곡: 사사키 유)
4. みるきーのちゃぷちゃぷ Type-C / 미루키의 챠푸챠푸 Type-C
5. ヴァージニティー off vocal ver.
6. 妄想ガールフレンド off vocal ver.
7. 砂浜でピストル off vocal ver.

DVD
1. ヴァージニティー Music Video
2. ヴァージニティー Music Video（Dance Mix ver.）
3. 妄想ガールフレンド Music Video
4. 砂浜でピストル Music Video
5. NMB feat.요시모토 신 희극 Vol.4

### 극장반
CD
1. ヴァージニティー / 버지니티
2. 僕らのレガッタ / 우리의 레가타 - 백조
3. 存在してないもの / 존재하지 않는 것 - 홍조
4. ちょっと猫背 / 조금 고양이등
(작사: 아키모토 야스시 / 작곡·편곡: 이치카와 유이치)
5. ヴァージニティー off vocal ver.
6. 僕らのレガッタ off vocal ver.
7. 存在してないもの off vocal ver.
8. ちょっと猫背 off vocal ver.

## 선발 멤버
소속 팀은 발매일 시점

### 버지니티
(센터:야마모토 사야카)
- 팀N: 오가사와라 마유, 카도와키 카나코, 키시노 리카, 키노시타 하루나, 코타니 리호, 죠니시 케이, 시로마 미루, 후쿠모토 아이나, 야마다 나나, 야마모토 사야카, 요시다 아카리, 와타나베 미유키
- 팀M: 죠 에리코, 타니가와 아이리
- 연구생: 카토 유카, 야부시타 슈